# Distretto di Salitral (Sullana)
Il distretto di Salitral è uno degli otto distretti della provincia di Sullana, in Perù. Si trova nella regione di Piura e si estende su una superficie di 28,27 chilometri quadrati.

Istituito il 29 giugno 1946, ha per capitale la città di Salitral; nel censimento 2005 si contava una popolazione di 5.892 unità.